# Dilawar Paixà
Dilawar Paixà (mort 1622) fou un gran visir otomà d'origen croata. Va ocupar alguns càrrecs i esdevingué vers 1612 beglerbegi de Xipre, el 1614 de Bagdad i el 1615 del Diyarbakr, participant en la campanya d'Erevan (1616); va exercir el càrrec fins al 1620; el 1621 va combatre a la batalla de Khotin i el 17 de setembre de 1621 fou nomenat gran visir. Va morir el 19 de maig de 1622 durant la revolta dels geníssers contra el sultà Osman II.